# Julio Diaz
Julio Diaz (geboren als Mariano de Leon Regaliza, Manilla, 18 november 1958) is een Filipijns televisie- en filmacteur.

## Biografie
Julio Diaz werd geboren als Mariano de Leon Regaliza in 1958 in Manila. Diaz debuteerde met een kleine rol in de Filipijnse film Sinner or Saint in 1984. Hij werd tweemaal genomineerd voor de FAMAS Award voor beste acteur, de belangrijkste filmprijs in de Filipijnen en viermaal voor de Filipijnse Gawad Urian Award, voor beste mannelijke bijrol in 2011 (Magkakapatid) en 2009 (Serbis) en beste acteur in 1993 (Bayani) en 1987 (Takaw tukso).

## Filmografie
(Exclusief televisiefilms en -series)
- Ma' Rosa (2016)
- Taklub (2015)
- I Luv U, Pare Ko (2013)
- Pikit-mata (2012)
- Ang misis ni meyor (2012)
- Halik sa tubig (2010)
- Vox Populi (2010)
- Magkakapatid (2010)
- Nandito ako… Nagmamahal sa'yo (2009)
- Biyaheng lupa (2009)
- 24K (2009)
- Kamoteng kahoy (2009)
- Kinatay (2009)
- Tulak (2009)
- Serbis (2008)
- Ang lihim ni Kurdapya (2008)
- Batanes (2007)
- Tirador (2007)
- Lovestruck (2005)
- Anak ka ng tatay mo (2004)
- Bangkero (2003)
- Lapu-Lapu (2002)
- Kaulayaw (2002)
- Hiyas... sa paraiso ng kasalanan (2001)
- Ika-pitong Gloria (2001)
- Pedrong palad (2000)
- Masarap habang mainit (2000)
- Hubad sa ilalim ng buwan (1999)
- Gatilyo (1999)
- Pamasak butas (1999)
- Misteryosa (1999)
- Sana pag-ibig na (1998)
- Mapusok (1998)
- Kamandag ko ang papatay sa iyo (1997)
- Tirad Pass: The Story Of General Gregorio Del Pilar (1997)
- Segurista (1996)
- Dyesebel (1996)
- Gayuma (1996)
- The Flor Contemplacion Story (1995)
- Trudis liit (1994)
- El silencio de Neto (1994)
- Sakay (1993)
- Bayani (1992)
- Kailan ka magiging akin (1991)
- Walang awa kung pumatay (1990)
- Kolehiyala (1990)
- Kung kasalanan man (1989)
- Eagle Squad (1989)
- Paano tatakasan ang bukas? (1988)
- Hubad na pangarap (1987)
- Flesh Avenue (1986)
- Sex Object (1985)
- Sariwa (1984)
- Sinner Or Saint (1984)

## Prijzen en nominaties
De belangrijkste:
| Jaar | Prijs             | Categorie               | Genomineerde(n) | Uitslag     |
| ---- | ----------------- | ----------------------- | --------------- | ----------- |
| 2011 | Gawad Urian Award | Beste mannelijke bijrol | Magkakapatid    | Genomineerd |
| 2009 | Gawad Urian Award | Beste mannelijke bijrol | Serbis          | Genomineerd |
| 1994 | FAMAS Award       | Beste acteur            | Sakay           | Genomineerd |
| 1993 | FAMAS Award       | Beste acteur            | Bayani          | Genomineerd |
| 1993 | Gawad Urian Award | Beste acteur            | Bayani          | Genomineerd |
| 1987 | Gawad Urian Award | Beste acteur            | Takaw tukso     | Genomineerd |